# Atrophaneura nox
Atrophaneura nox is een vlinder uit de familie van de pages (Papilionidae). De wetenschappelijke naam van de soort is voor het eerst geldig gepubliceerd in 1822 door William Swainson.

## Kenmerken
Zowel de voorste als de achterste vleugels zijn zwart. Het zwarte lichaam draagt aan de zijkant een donkerbruine stippellijn. De kop en borst zijn zwart. Sommige delen van de onderkant van de thorax zijn bezet met rode haren. De basiskleur van het vrouwtje is donkerbruin. De aderen zijn omzoomd door een bruine kleur. Het mannetje heeft een blauwe weerschijn op het zwart van de voorvleugels. De spanwijdte is ongeveer 9 tot 11 cm.

## Verspreiding en leefgebied
Deze vlinder komt voor in zuidelijk Thailand, Maleisië en op een paar Indonesische eilanden.